# Gemme
Gemmer (lat. gemma ædelsten) kaldes med et fra oldtiden nedarvet navn smukke stene, som er indfattede i fingerringe eller andre smykker; de hører til de almindeligst forekommende klassiske oldsager.
Gemmer kan være glat tilslebne eller bære indskrifter og billeder i ophøjet eller fordybet arbejde. Hyppigst anvendes ordet gemmer som særnavn for den sidstnævnte gruppe, medens stene med fremstillinger i ophøjet arbejde sædvanlig kaldes kaméer.
Stene med indskårne figurer og skrifttegn, der ved aftrykning i blødt stof (voks, ler) kunne give et ophøjet billede, anvendtes allerede i de gamle orientalske kulturlande dels som amuletter og smykker, dels som seglstene. I Babylonien og Assyrien formedes de sædvanlig som cylindre, der var gennemborede på langs for at bæres i en snor; ved aftrykningen rulledes de hen over leret, babylonske cylindre. I Ægypten dannedes seglstenene, der tillige tjente som amuletter og smykker, allerede i tidlig historisk tid som billeder af den hellige Torbist; denne ejendommelige form kaldes sædvanlig, efter insektets latinsk navn, for skarabæer; de indskårne figurer og skrifttegn findes på en plan flade under torbistens bug.
De ældste seglstene, som kendes fra Grækenland, har form af små tresidede (sjældnere firsidede) prismer, der er afrundede for enderne og gennemborede på langs; de plane sider bærer indskårne figurer, der i alt fald for en del utvivlsomt må opfattes som billedskrift. Formen nedstammer sandsynligvis fra de asiatiske cylindre. Fra den mykeniske periode og det nærmest følgende tidsrum er bevaret et stort antal ligeledes gennemborede seglstene, dels runde, linseformede, dels mere langstrakte (omtrent af form som blommestene); de indgraverede figurer indskrænker sig stundom til blotte ornamenter; hyppigere findes dog billeder af dyr og planter, scener af menneskelivet eller fantastiske, overnaturlige væsener.
Materiale og udførelse
Til de anførte ældste arter af græske gemmer er for størstedelen anvendt temmelig bløde stenarter, som lod sig udskære med ringe arbejde. Senere, da man var herre over de tekniske vanskeligheder, foretrak man at danne gemmer af hårde stenarter, som tiltalte ved glans, gennemsigtighed og stærk, ren farve (som karneol, bjergkrystal, onyx, ametyst og andet); fra 7. århundrede f. Kr. anvendes disse så godt som udelukkende. Såvel i Grækenland som i Italien optages og efterlignes den ægyptiske skarabæform; hyppigere formes gemmer dog som små linser, der indlægges i fingerringe af guld, bronze eller jern. Den udadvendte flade med det indskårne billede kan være plan eller hvælvet.
Indgraveringen af de små billeder i det hårde materiale udvikler sig til en egen kunst (glyptik, billedhuggerkunst); forskellige efterretninger og fortællinger som den bekendte historie om Polykrates' ring) viser, hvor stor pris man satte på disse miniature-kunstværker, når de var smukt udførte.
Den klassiske litteratur har meddelt navne på enkelte mestre, der nåede stort ry som gemmeskærere: Mnesarchos (filosoffen Pythagoras' far), Pyrgoteles, der skal have haft eneret på at udskære Alexander den Stores billede, Dioskurides og andre. Blandt de bevarede gemmer findes mange ypperlige kunstværker; ikke få af dem bærer kunstnerens signatur.
Anvendelse
Men ved siden af de ypperlige arbejder frembragtes langt flere af lavere rang; en ring med en seglsten var, især i den senere oldtid, en nødvendig brugsgenstand på grund af den betydning, som seglet havde ikke blot i retslige forhold, men også i det daglige liv. Menigmand evnede ikke at anskaffe sig kostbare gemmer, men måtte nøjes med godtkøbsarbejde: flygtig og simpelt skårne stene eller glasafstøbninger; især fra den romerske kejsertid er der bevaret en overvældende mængde af disse ringere arbejder.
Motiver
Til de billedlige fremstillinger på gemmer benyttedes motiver af enhver art: billeder af guder, gudinder og heroer, fremstillinger af heltesagnene, gryller, portrætter af filosoffer, digtere og andre berømte mænd, scener af menneskelivet, dyr og planter; tit findes indskrifter af forskellig art, ejerens navn, sentenser, trylleformularer (navnlig på en egen art gemmer fra den sene oldtid, Abraxas).
Gemmer giver således i det små en oversigt over næsten hele oldtidens billedkunst; stilen i figurerne afspejler den store kunsts udviklingsgang. En særlig betegnelse for kunsthistorien har gemmebillederne derved, at de stundom gengiver berømte kunstværker.